# Gordon F. Henderson
Gordon Fripp Henderson, né le 17 avril 1912 à Ottawa, et mort le 17 août 1993 dans la même ville, est un avocat canadien spécialisé en propriété intellectuelle qui était connu pour son plaidoyer en matière de propriété intellectuelle et son implication dans diverses organisations tout au long de sa carrière. Sa contribution à la jurisprudence canadienne est décrite comme l'une des plus importantes de l'histoire du droit canadien.

## Biographie
Né à Ottawa, Henderson fait ses études à l'Université de Toronto et à la Osgoode Hall Law School. Henderson s'est joint au cabinet Gowling Lafleur Henderson LLP en 1937 et, en l'espace de trois ans, a obtenu gain de cause à deux reprises devant la Cour suprême du Canada. Tout au long de sa carrière, Henderson s'est fait connaître dans tous les domaines du droit, en particulier la propriété intellectuelle. Ian Scott, l'ancien procureur général de l'Ontario, l'a qualifié de « meilleur avocat polyvalent que la profession ait produit depuis la guerre ». Tout au long de sa vie, Henderson a comparu comme avocat dans près de 400 affaires signalées, dont 90 devant la Cour suprême du Canada.
Il est très impliqué auprès de l'Institut de la propriété intellectuelle du Canada. De 1979 à 1980, Henderson a été président de l'Association du Barreau canadien. Il est l'un des fondateurs du Conseil canadien d'information juridique. Il est également été le rédacteur fondateur du Canadian Patent Reporter (CPR) (qu'il a fondé en 1941). Pendant la majeure partie de son existence, Henderson écrit pratiquement chaque note et commentaire. Henderson est chancelier de l'Université d'Ottawa de 1991 jusqu'à sa mort en 1993.
Henderson joue un rôle déterminant dans la fondation de la SOCAN en tant que son avocat et plus tard son président.
Il était un philanthrope et a reçu le prix du mérite du B'nai B'rith en 1988 ainsi qu'une camaraderie au sein de l'ordre du Canada. Il meurt le 17 août 1993, à l'âge de 81 ans.